# Massimo Marchiori
Massimo Marchiori (Padua, 23 de noviembre de 1970) es un matemático e informático teórico italiano.

## Biografía
En julio de 2004 le fue otorgado el premio TR35 (por formar parte de los 35 mejores investigadores menores de 35) por la publicación Technology Review del MIT.
Es profesor de informática en la Universidad de Padua, e Investigador científico en el Computer Science and Artificial Intelligence Laboratory (CSAIL) del MIT en el World Wide Web Consortium.
Es el creador de HyperSearch, un motor de búsqueda cuyos resultados están basados no solo en la relevancia de una sola página, sino también en su relación con el resto de la web. Más tarde, los fundadores de Google Larry Page y Sergey Brin citaron a HyperSearch cuándo introdujeron su PageRank.
Ha sido editor jefe del estándar mundial para privacidad en la Web (P3P), y coautor de la especificación APPEL.
Impulsor de la iniciativa Query Languages (Lenguajes de Consulta) en la W3C, comenzó también el proyecto de XML,destinado a desarrollar el estándar mundial correspondiente para XQuery, proporcionando al fin la esperada integración entre la Web y el mundo de base de datos.